# Lliga bàltica de bàsquet
a lliga bàltica de bàsquet és una competició de basquetbol que enfronta clubs de les tres repúbliques bàltiques, Estònia, Letònia i Lituània. Fou creada a semblança de l'exitosa Lliga Adriàtica de bàsquet.

## Història
La temporada 2012-2013 va canviar el sistema de la competició. Els equips més potents deixaren de participar-hi i es va instaurar un nou format amb més equips i amb cinc fases: Lliga regular, TOP 16, quarts de final, semifinals i final.

## Historial
| Temporada   | Campió          | Finalista          | Marcador     | Ciutat de la final |
| ----------- | --------------- | ------------------ | ------------ | ------------------ |
| 2004 - 2005 | Žalgiris Kaunas | Lietuvos Rytas     | 64:60        | Vílnius            |
| 2005 - 2006 | Lietuvos Rytas  | Žalgiris Kaunas    | 86:74        | Tallin             |
| 2006 - 2007 | Lietuvos Rytas  | Žalgiris Kaunas    | 81:77        | Riga               |
| 2007 - 2008 | Žalgiris Kaunas | Lietuvos Rytas     | 86:84        | Šiauliai           |
| 2008 - 2009 | Lietuvos Rytas  | Žalgiris Kaunas    | 97:74        | Tartu              |
| 2009 - 2010 | Žalgiris Kaunas | Lietuvos Rytas     | 73:66        | Vílnius            |
| 2010 - 2011 | Žalgiris Kaunas | VEF Riga           | 75:67        | Kaunas             |
| 2011 - 2012 | Žalgiris Kaunas | Lietuvos Rytas     | 74:70        | Šiauliai           |
| Temporada   | Campió          | Finalista          | Partit Anada | Partit Tornada     |
| 2012 - 2013 | Ventspils       | Prienai            | 91:69        | 70:73              |
| 2013 - 2014 | Šiauliai        | Prienai            | 62:57        | 78:66              |
| 2014 - 2015 | Šiauliai        | Ventspils          | 68:70        | 88:80              |
| 2015 - 2016 | Šiauliai        | Tartu Ülikool/Rock | 74:81        | 102:76             |
| 2016 - 2017 | Vytautas        | Pieno žvaigždės    | 85:88        | 89:74              |
| 2017 - 2018 | Pieno žvaigždės | Jūrmala            | 98:80        | 76:68              |

## Palmarès
| Clubes             | Campió | Campió                   | Subcampió | Subcampió           | Finals |
| ------------------ | ------ | ------------------------ | --------- | ------------------- | ------ |
| Žalgiris Kaunas    | 5      | 2005 2008 2010 2011 2012 | 3         | 2006 2007 2009      | 8      |
| Lietuvos Rytas     | 3      | 2006 2007 2009           | 4         | 2005 2008 2010 2012 | 7      |
| Šiauliai           | 3      | 2014 2015 2016           |           |                     | 3      |
| Ventspils          | 1      | 2013                     | 1         | 2015                | 2      |
| Vytautas           | 1      | 2017                     |           |                     | 1      |
| Pieno žvaigždės    | 1      | 2018                     | 1         | 2017                | 2      |
| Prienai            |        |                          | 2         | 2013 2014           | 2      |
| VEF Riga           |        |                          | 1         | 2011                | 1      |
| Tartu Ülikool/Rock |        |                          | 1         | 2016                | 1      |
| Jūrmala            |        |                          | 1         | 2018                | 1      |